# European Poker Tour 2018
Résultats et tournois de la saison 2018 de l'European Poker Tour.

## Résultats et tournois

### Sotchi

#### Main Event
- Lieu : Sochi Casino and Resort, Sotchi,  Russie[1],[2]
- Prix d'entrée : 192 000 RUB[1],[2]
- Date : Du 23 au 29 mars 2018[1],[2]
- Nombre de joueurs :  861
- Prize Pool : 150 692 220 RUB
- Nombre de places payées :  127

| Place | Nom                | Prix           |
| ----- | ------------------ | -------------- |
| 1er   | Arseniy Karmatskiy | 27 300 000 RUB |
| 2e    | Viktor Shegai      | 15 560 000 RUB |
| 3e    | Ernest Shakaryan   | 11 688 000 RUB |
| 4e    | Vahe Martiroysyan  | 8 766 000 RUB  |
| 5e    | Mikhail Kovalyuk   | 6 923 280 RUB  |
| 6e    | Sergey Kerzhakov   | 5 190 000 RUB  |
| 7e    | Andrey Kaygorodsev | 3 648 180 RUB  |
| 8e    | Mikhail Plakkhin   | 2 580 000 RUB  |

#### High Roller
- Lieu : Sochi Casino and Resort, Sotchi,  Russie[1]
- Prix d'entrée : 617 000 RUB[1]
- Date : Du 27 au 29 mars 2018[1]

Non disputé.

### Monte-Carlo

#### Main Event
- Lieu : Sporting Monte-Carlo, Monte-Carlo,  Monaco[3],[4]
- Prix d'entrée : 5 300 €[3],[4]
- Date : Du 28 avril au 4 mai 2018[3],[4]
- Nombre de joueurs :  576 (+ 201)
- Prize Pool : 3 768 450 €
- Nombre de places payées :  111

| Place | Nom               | Prix      |
| ----- | ----------------- | --------- |
| 1er   | Nicolas Dumont    | 712 000 € |
| 2e    | Honglin Jiang     | 434 000 € |
| 3e    | Tomas Jozonis     | 308 000 € |
| 4e    | David Peters      | 232 000 € |
| 5e    | Krisztian Gyorgyi | 184 000 € |
| 6e    | Patrik Antonius   | 139 500 € |
| 7e    | Javier Fernández  | 99 900 €  |
| 8e    | Ole Schemion      | 68 300 €  |

#### High Roller
- Lieu : Sporting Monte-Carlo, Monte-Carlo,  Monaco[3],[5]
- Prix d'entrée : 25 000 €[3],[5]
- Date : Du 2 au 4 mai 2018[3],[5]
- Nombre de joueurs : 91 (+ 19)
- Prize Pool : 2 828 035 €
- Nombre de places payées :  17

| Place | Nom                 | Prix      |
| ----- | ------------------- | --------- |
| 1er   | Albert Daher        | 595 386 € |
| 2e    | Shyngis Satubayen   | 492 768 € |
| 3e    | Mark Teltscher      | 416 846 € |
| 4e    | Oleksii Khoroshenin | 259 000 € |
| 5e    | João Vieira         | 208 700 € |
| 6e    | Julian Thomas       | 164 535 € |
| 7e    | Yan Tsang           | 126 000 € |
| 8e    | Wouter Beumers      | 94 500 €  |

#### Super High Roller
- Lieu : Sporting Monte-Carlo, Monte-Carlo,  Monaco[3],[6]
- Prix d'entrée : 100 000 €[3],[6]
- Date : Du 26 au 28 avril 2018[3],[6]
- Nombre de joueurs :  30 (+ 16)
- Prize Pool : 4 462 920 €
- Nombre de places payées :  6

| Place | Nom                 | Prix        |
| ----- | ------------------- | ----------- |
| 1er   | Sam Greenwood       | 1 520 000 € |
| 2e    | Christoph Vogelsang | 1 046 000 € |
| 3e    | Ali Fatehi          | 669 920 €   |
| 4e    | Ole Schemion        | 513 000 €   |
| 5e    | Justin Bonomo       | 401 000 €   |
| 6e    | Isaac Haxton        | 313 000 €   |

### Barcelone

#### Main Event
- Lieu : Casino Barcelona, Barcelone,  Espagne[7],[8]
- Prix d'entrée : 5 300 €[7],[8]
- Date : Du 27 août au 2 septembre 2018[7],[8]
- Nombre de joueurs :  1 474 (+ 457)
- Prize Pool : 9 365 350 €
- Nombre de places payées :  296

| Place | Nom              | Prix        |
| ----- | ---------------- | ----------- |
| 1er   | Piotr Nurzynski  | 1 037 109 € |
| 2e    | Haoxiang Wang    | 1 023 701 € |
| 3e    | Ognyan Dimov     | 725 621 €   |
| 4e    | Pedro Marques    | 698 369 €   |
| 5e    | Rodrigo Carmo    | 354 200 €   |
| 6e    | Matthias Tikerpe | 287 050 €   |

#### High Roller
- Lieu : Casino Barcelona, Barcelone,  Espagne[7],[9]
- Prix d'entrée : 10 300 €[7],[9]
- Date : Du 31 août au 2 septembre 2018[7],[9]
- Nombre de joueurs :  327 (+ 112)
- Prize Pool : 4 258 300 €
- Nombre de places payées : 63

| Place | Nom               | Prix      |
| ----- | ----------------- | --------- |
| 1er   | Max Silver        | 824 000 € |
| 2e    | Norbert Szecsi    | 519 500 € |
| 3e    | Joris Ruijs       | 372 600 € |
| 4e    | Richard Kirsch    | 295 960 € |
| 5e    | Orpen Kisacikoglu | 232 080 € |
| 6e    | Cord Garcia       | 181 830 € |
| 7e    | Zhong Chen        | 136 700 € |
| 8e    | Niall Farrell     | 97 100 €  |

#### Super High Roller
- Lieu : Casino Barcelona, Barcelone,  Espagne[7],[10]
- Prix d'entrée : 100 000 €[7],[10]
- Date : Du 25 au 27 août 2018[7],[10]
- Nombre de joueurs :  40 (+ 14)
- Prize Pool : 5 239 080 €
- Nombre de places payées :  7

| Place | Nom                      | Prix        |
| ----- | ------------------------ | ----------- |
| 1er   | Nikita Bodyakovskiy      | 1 650 300 € |
| 2e    | Ahadpur Khangah          | 1 191 900 € |
| 3e    | Matthias Eibinger        | 759 680 €   |
| 4e    | Timothy Adams            | 576 300 €   |
| 5e    | Benjamin Pollak          | 445 300 €   |
| 6e    | Rui Ferreira             | 340 550 €   |
| 7e    | Jean-Christophe Ferreira | 275 050 €   |

### Open Sotchi

#### Main Event
- Lieu : Sochi Casino and Resort, Sotchi,  Russie[11],[12]
- Prix d'entrée : 132 000 RUB[11],[12]
- Date : Du 25 au 29 septembre 2018[11],[12]
- Nombre de joueurs :  451 (+ 198)
- Prize Pool : 75 543 600 RUB
- Nombre de places payées :  95

| Place | Nom                  | Prix           |
| ----- | -------------------- | -------------- |
| 1er   | Vyachesav Bondartsev | 12 063 300 RUB |
| 2e    | Evgeniy Leonidov     | 11 258 700 RUB |
| 3e    | Grigoriy Terpiluk    | 6 360 000 RUB  |
| 4e    | Vitali Avanesian     | 4 878 000 RUB  |
| 5e    | Alexandre Gomes      | 3 858 000 RUB  |
| 6e    | Nikolay Fal          | 3 006 000 RUB  |

#### High Roller
- Lieu : Sochi Casino and Resort, Sotchi,  Russie[11],[13]
- Prix d'entrée : 258 000 RUB[11],[13]
- Date : 28 et 29 septembre 2018[11],[13]
- Nombre de joueurs :  57
- Prize Pool : 15 132 000 RUB
- Nombre de places payées :  9

| Place | Nom                | Prix          |
| ----- | ------------------ | ------------- |
| 1er   | Wang Meng          | 3 504 000 RUB |
| 2e    | Alesandras Voisnis | 3 264 000 RUB |
| 3e    | Sergey Nakhapetyan | 2 904 000 RUB |
| 4e    | Viktor Ustimov     | 1 560 000 RUB |
| 5e    | Aleksandr Gofman   | 1 212 000 RUB |
| 6e    | Amir Shomron       | 936 000 RUB   |
| 7e    | Aleksei Smirnov    | 738 000 RUB   |
| 8e    | Kiryl Radzivonau   | 576 000 RUB   |
| 9e    | Daria Feshchenko   | 438 000 RUB   |

### Prague

#### Main Event
- Lieu : Casino Atrium Prague, Prague,  République tchèque[14],[15]
- Prix d'entrée : 5 300 €[14],[15]
- Date : Du 12 au 18 décembre 2018[14],[15]
- Nombre de joueurs :  893 (+ 281)
- Prize Pool : 5 693 900 €
- Nombre de places payées :  175

| Place | Nom                   | Prix      |
| ----- | --------------------- | --------- |
| 1er   | Paul Michaelis        | 847 000 € |
| 2e    | Artem Kobylinskiy     | 571 910 € |
| 3e    | Alexandr Merzhvinskii | 631 500 € |
| 4e    | Laurynas Levinskas    | 316 600 € |
| 5e    | Carlos Branco         | 242 560 € |
| 6e    | Parker Talbot         | 179 360 € |

#### High Roller
- Lieu : Casino Atrium Prague, Prague,  République tchèque[14],[16]
- Prix d'entrée : 10 300 €[14],[16]
- Date : Du 16 au 18 décembre 2018[14],[16]
- Nombre de joueurs :  195 (+ 64)
- Prize Pool : 2 512 300 €
- Nombre de places payées :  39

| Place | Nom                      | Prix      |
| ----- | ------------------------ | --------- |
| 1er   | Henrik Hecklen           | 503 700 € |
| 2e    | Ole Schemion             | 334 900 € |
| 3e    | Alexandre Réard          | 244 950 € |
| 4e    | Daniel Tang              | 197 720 € |
| 5e    | Daniel Dvoress           | 155 010 € |
| 6e    | Tomas Paiva              | 117 340 € |
| 7e    | Jasper Meijer Van Putten | 86 170 €  |
| 8e    | Michael Addamo           | 63 310 €  |

#### Super High Roller
- Lieu : Casino Atrium Prague, Prague,  République tchèque[14],[17]
- Prix d'entrée : 50 000 €[14],[17]
- Date : Du 10 au 12 décembre 2018[14],[17]
- Nombre de joueurs :  30 (+10)
- Prize Pool : 1 920 600 €
- Nombre de places payées :  6

| Place | Nom               | Prix      |
| ----- | ----------------- | --------- |
| 1er   | Matthias Eibinger | 653 000 € |
| 2e    | Andras Nemeth     | 451 350 € |
| 3e    | Liang Xu          | 288 090 € |
| 4e    | Pavel Plesuv      | 220 870 € |
| 5e    | Luc Greenwood     | 172 850 € |
| 6e    | Charlie Carrel    | 134 440 € |